# Dambou Traoré
Dambou Traoré, né le 27 novembre 1977 à Paris, est un footballeur franco-malien, international malien, évoluant au poste de milieu de terrain.

## Biographie
Formé à l'US Créteil, Traoré intègre l'équipe première des Cristoliens en 1996. Après quelques matchs lors de la saison 1996-1997 de National 1, il devient titulaire lors de l'exercice 1998-1999, disputant trente-quatre matchs et inscrivant deux buts. Créteil termine deuxième et est promu en Division 2. Néanmoins, il n'arrive pas à se frayer un chemin dans le onze type de cette équipe. 
Entre-temps, il est sélectionné en sélection malienne et joue son unique match au niveau international, le 9 avril 2000, face à la Libye, dans le cadre des éliminatoires de la Coupe du monde 2002. Sur cette rencontre qui voit une victoire libyenne 3-0, Traoré avoue qu'il n'a « pas été très bon » mais qualifie cette sélection de « fierté personnelle mais également [d']un grand bonheur pour [son] entourage ».
Il s'engage avec le Red Star FC, en 2001, retournant en National, et parvient à devenir titulaire. Toutefois, le club termine bon dernier et est relégué en CFA. Il est laissé libre à l'issue de cette saison. Il s'exile alors en Grèce, jouant pour l'Athinaïkós, en deuxième division. Après deux saisons, il revient à Créteil où il participe à treize matchs en trois saisons. 
En 2008, il prend une licence à l'US Ivry, en CFA 2 avant de signer pour l'ES Viry-Châtillon, en CFA, disputant sept matchs lors de la saison 2009-2010.